# Sub Margine
Sub Margine – wieś w Rumunii, w okręgu Caraș-Severin, w gminie Armeniș. W 2011 roku liczyła 203 mieszkańców. 